# Národní park Big Bend
Národní park Big Bend (anglicky Big Bend National Park) je národní park na jihozápadě státu Texas ve Spojených státech amerických. Park leží v Čivavské poušti.
Rozloha parku činí 3 243 km² a ročně navštíví ho kolem 317 tisíc osob. Národní park Big Bend byl oficiálně založen 12. června 1944. Rozkládá se podél hranice s Mexikem, kterou tvoří řeka Rio Grande. Celkově vytváří řeka Rio Grande hranici v délce více než 1 500 km. Na území parku je to 190 km. Postupně zde protéká několika kaňony: Santa Elena, Mariscal a Boquillas. Na území parku leží pohoří Chisos Mountains s nejvyšší horou Emory Peak (2 387 m). Naopak v nejnižší nadmořské výšce leží Rio Grande (589 m). Endemický dub chisoský (Quercus gravesii) roste na území Spojených států pouze zde. Podobně vzácný je zde žijící jelenec běloocasý. V parku roste kolem 1 200 druhů rostlin, nejčastěji kaktusů.

## Národní park ve filmu
V tomto národním parku se natáčelo několik filmů, např. Tahle země není pro starý.